# Olympische Sommerspiele 1992/Kanu – Zweier-Kajak 1000 m (Männer)
Die Wettkämpfe im Zweier-Kajak über 1000 Meter bei den Olympischen Sommerspielen 1992 wurden vom 4. bis 8. August 1992 im spanischen Küstenort Castelldefels ausgetragen. 
Olympiasieger wurden die Deutschen Kay Bluhm und Torsten Gutsche, die auch über 500 Meter erfolgreich waren.

## Ergebnisse

### Vorläufe
Die jeweils ersten zwei Boote qualifizierten sich direkt für das Halbfinale, die restlichen Boote für die Hoffnungsläufe.

#### Vorlauf 1
| Rang | Athleten                        | Nation         | Zeit        |
| ---- | ------------------------------- | -------------- | ----------- |
| 1    | Florintin Tataru Alexandru Popa | Rumänien       | 3:19,52 min |
| 2    | Kenneth Padvaiskas Jason Rusu   | Kanada         | 3:21,09 min |
| 3    | José da Silva Joaquim Queiróz   | Portugal       | 3:22,46 min |
| 4    | Antoon De Brauwer Bart Stalmans | Belgien        | 3:23,48 min |
| 5    | James Block Reuben Burgess      | Großbritannien | 3:24,16 min |
| 6    | Willem van Riet Bennie Reynders | Südafrika      | 3:29,38 min |
| 7    | Abdul Razak Abdul Karim         | Indonesien     | 3:29,88 min |
| 8    | Luk Kwok Sun Chung Chi Lok      | Hongkong       | 3:50,30 min |

#### Vorlauf 2
| Rang | Athleten                             | Nation      | Zeit        |
| ---- | ------------------------------------ | ----------- | ----------- |
| 1    | Kay Bluhm Torsten Gutsche            | Deutschland | 3:13,36 min |
| 2    | Juan José Roman Juan Manuel Sánchez  | Spanien     | 3:21,64 min |
| 3    | Paolo Luschi Daniele Scarpa          | Italien     | 3:28,24 min |
| 4    | Grzegorz Kotowicz Dariusz Białkowski | Polen       | 3:30,92 min |
| 5    | Alan Carey Conor Holmes              | Irland      | 3:35,03 min |
| 6    | Álvaro Koslowski Jefferson Lacerda   | Brasilien   | 3:48,59 min |

#### Vorlauf 3
| Rang | Athleten                          | Nation                        | Zeit        |
| ---- | --------------------------------- | ----------------------------- | ----------- |
| 1    | Peter Ribe Thomas Roander         | Norwegen                      | 3:18,02 min |
| 2    | Ian Ferguson Paul MacDonald       | Neuseeland                    | 3:18,47 min |
| 3    | Krisztián Bártfai András Rajna    | Ungarn                        | 3:18,52 min |
| 4    | Angel Pérez Marlo Marcheco        | Kuba                          | 3:19,83 min |
| 5    | Philippe Boccara Pascal Boucherit | Frankreich                    | 3:26,81 min |
| 6    | Srđan Marilović Žarko Vekić       | Unabhängige Olympiateilnehmer | 3:31,69 min |

#### Vorlauf 4
| Rang | Athleten                         | Nation             | Zeit        |
| ---- | -------------------------------- | ------------------ | ----------- |
| 1    | Gunnar Olsson Kalle Sundqvist    | Schweden           | 3:12,19 min |
| 2    | Gregory Barton Norman Bellingham | Vereinigte Staaten | 3:5.,74 min |
| 3    | René Kučera Petr Hruška          | Tschechoslowakei   | 3:17,86 min |
| 4    | Ivan Kireyev Anatoly Tyurin      | Vereintes Team     | 3:19,67 min |
| 5    | Daniel Collins Andrew Trim       | Australien         | 3:24,02 min |
| 6    | Jan-Dirk Nijkamp Marc Weijzen    | Niederlande        | 3:31,52 min |
| —    | Ju Jong-gwan Park Ki-jung        | Südkorea           | DNF         |

### Hoffnungsläufe
Die ersten drei Boote der jeweiligen Hoffnungsläufe und der schnellere Vierte erreichten das Halbfinale.

#### Hoffnungslauf 1
| Rang | Athleten                    | Nation                        | Zeit        |
| ---- | --------------------------- | ----------------------------- | ----------- |
| 1    | Paolo Luschi Daniele Scarpa | Italien                       | 3:15,34 min |
| 2    | Angel Pérez Marlo Marcheco  | Kuba                          | 3:18,01 min |
| 3    | James Block Reuben Burgess  | Großbritannien                | 3:19,78 min |
| 4    | Daniel Collins Andrew Trim  | Australien                    | 3:20,18 min |
| 5    | Srđan Marilović Žarko Vekić | Unabhängige Olympiateilnehmer | 3:38,17 min |

#### Hoffnungslauf 2
| Rang | Athleten                             | Nation         | Zeit        |
| ---- | ------------------------------------ | -------------- | ----------- |
| 1    | Grzegorz Kotowicz Dariusz Białkowski | Polen          | 3:15,58 min |
| 2    | Ivan Kireyev Anatoly Tyurin          | Vereintes Team | 3:17,04 min |
| 3    | Philippe Boccara Pascal Boucherit    | Frankreich     | 3:18,13 min |
| 4    | José da Silva Joaquim Queiróz        | Portugal       | 3:18,42 min |
| 5    | Jan-Dirk Nijkamp Marc Weijzen        | Niederlande    | 3:20,18 min |
| 6    | Abdul Razak Abdul Karim              | Indonesien     | 3:26,64 min |
| 7    | Álvaro Koslowski Jefferson Lacerda   | Brasilien      | 3:31,45 min |

#### Hoffnungslauf 3
| Rang | Athleten                        | Nation           | Zeit        |
| ---- | ------------------------------- | ---------------- | ----------- |
| 1    | Krisztián Bártfai András Rajna  | Ungarn           | 3:18,80 min |
| 2    | René Kučera Petr Hruška         | Tschechoslowakei | 3:19,57 min |
| 3    | Antoon De Brauwer Bart Stalmans | Belgien          | 3:21,73 min |
| 4    | Willem van Riet Bennie Reynders | Südafrika        | 3:24,15 min |
| 5    | Alan Carey Conor Holmes         | Irland           | 3:27,48 min |
| 6    | Luk Kwok Sun Chung Chi Lok      | Hongkong         | 3:45,63 min |

### Halbfinalläufe
Die ersten vier Boote des jeweiligen Halbfinals und der zeitbessere Fünfte erreichten das Finale.

#### Halbfinale 1
| Rang | Athleten                             | Nation           | Zeit        |
| ---- | ------------------------------------ | ---------------- | ----------- |
| 1    | Gunnar Olsson Kalle Sundqvist        | Schweden         | 3:16,66 min |
| 2    | Grzegorz Kotowicz Dariusz Białkowski | Polen            | 3:18,55 min |
| 3    | René Kučera Petr Hruška              | Tschechoslowakei | 3:19,75 min |
| 4    | Juan José Roman Juan Manuel Sánchez  | Spanien          | 3:20,30 min |
| 5    | Philippe Boccara Pascal Boucherit    | Frankreich       | 3:21,02 min |
| 6    | Peter Ribe Thomas Roander            | Norwegen         | 3:21,76 min |
| 7    | Kenneth Padvaiskas Jason Rusu        | Kanada           | 3:24,14 min |
| 8    | Antoon De Brauwer Bart Stalmans      | Belgien          | 3:25,96 min |
| 9    | Angel Pérez Marlo Marcheco           | Kuba             | 3:26,18 min |

#### Halbfinale 2
| Rang | Athleten                         | Nation             | Zeit        |
| ---- | -------------------------------- | ------------------ | ----------- |
| 1    | Kay Bluhm Torsten Gutsche        | Deutschland        | 3:17,64 min |
| 2    | Gregory Barton Norman Bellingham | Vereinigte Staaten | 3:17,93 min |
| 3    | Paolo Luschi Daniele Scarpa      | Italien            | 3:18,52 min |
| 4    | Krisztián Bártfai András Rajna   | Ungarn             | 3:19,28 min |
| 5    | Ian Ferguson Paul MacDonald      | Neuseeland         | 3:19,29 min |
| 6    | Ivan Kireyev Anatoly Tyurin      | Vereintes Team     | 3:21,62 min |
| 7    | Florintin Tataru Alexandru Popa  | Rumänien           | 3:22,45 min |
| 8    | José da Silva Joaquim Queiróz    | Portugal           | 3:22,75 min |
| 9    | James Block Reuben Burgess       | Großbritannien     | 3:23,77 min |

### Finale
| Rang | Athleten                             | Nation             | Zeit        |
| ---- | ------------------------------------ | ------------------ | ----------- |
| 1    | Kay Bluhm Torsten Gutsche            | Deutschland        | 3:16,10 min |
| 2    | Gunnar Olsson Kalle Sundqvist        | Schweden           | 3:17,70 min |
| 3    | Grzegorz Kotowicz Dariusz Białkowski | Polen              | 3:18,86 min |
| 4    | Gregory Barton Norman Bellingham     | Vereinigte Staaten | 3:19,26 min |
| 5    | Paolo Luschi Daniele Scarpa          | Italien            | 3:20,34 min |
| 6    | Krisztián Bártfai András Rajna       | Ungarn             | 3:20,71 min |
| 7    | René Kučera Petr Hruška              | Tschechoslowakei   | 3:23,12 min |
| 8    | Ian Ferguson Paul MacDonald          | Neuseeland         | 3:26,84 min |
| 9    | Juan José Roman Juan Manuel Sánchez  | Spanien            | 3:43,43 min |